# 長岡市立関原小学校
長岡市立関原小学校（ながおかしりつ せきはらしょうがっこう）は、新潟県長岡市関原町に所在する公立小学校。

## 概要
1874年に開校。通称は「関小」（せきしょう）。全校生徒数473名（1年93名・2年76名・3年74名・4年88名・5年65名・6年77名、2008年度）。

## 沿革
- 1874年1月18日 - 東方校附属関原小学校として開校。
- 1889年6月 - 尋常科関原小学校と改称。
- 1895年4月1日 - 関原村立関原尋常高等小学校と改称。
- 1926年9月1日 - 現在地に移転、校舎・体育館竣工。
- 1932年11月1日 - 校舎6教室増築。
- 1934年4月1日 - 町制施行により関原町立関原尋常高等小学校と改称。
- 1941年4月1日 - 関原町立関原国民学校と改称。
- 1947年4月1日 - 関原町立関原小学校と改称。
- 1948年6月1日 - 新潟県立長岡高等学校関原分校（定時制）併設。
- 1955年11月10日 - 校舎2教室増築。
- 1957年4月1日 - 雲出地区の児童を日吉小学校より編入。
- 1957年9月9日 - 完全給食開始。
- 1957年10月1日 - 長岡市への編入合併に伴い現校名に改称。
- 1960年4月1日 - 特殊学級開設。
- 1960年6月17日 - 校旗新調樹立式挙行（東京関原会寄贈）。
- 1964年7月18日 - 創立90周年記念式典・行事実施。校歌制定・プール建設。
- 1973年10月10日 - 創立100周年記念式典挙行。
- 1983年10月15日 - 創立110周年記念式典挙行。
- 1986年3月31日 - 新潟県立長岡高等学校関原分校閉校。
- 1987年6月30日 - 新校舎棟竣工。
- 1987年12月20日 - 新体育館竣工。
- 1988年1月17日 - 校舎改築記念式典・祝賀会挙行。
- 1989年5月31日 - 国旗・校名旗掲揚塔竣工。
- 1994年7月21日 - 新校旗樹立。
- 1994年11月6日 - 創立120周年記念式典挙行。
- 1996年3月28日 - 全日本リコーダーコンテスト金賞受賞。
- 2000年12月3日 - パソコンルーム開設。
- 2004年1月18日 - 創立130周年記念式典挙行。